# Peugeot 304
Peugeot 304 — компактный автомобиль, выпускавшийся французским автопроизводителем Peugeot с 1969 по 1980 год. Был построен на платформе модели Peugeot 204 с высокой степенью унификации.
Внешность автомобиля, разработанная ателье Pininfarina, не отличалась радикальной новизной, тем не менее, под вполне традиционно выглядящим кузовом скрывалось сразу несколько достаточно прогрессивных по меркам 60-х годов решений, вроде переднего привода с поперечным расположением цельноалюминиевого верхневального двигателя или дисковых тормозов спереди, благодаря чему по управляемости и плавности хода, 304 выглядел привлекательно даже на фоне многих более дорогих моделей своего времени.
Нацеленный на роль семейного автомобиля для среднего класса, 304 быстро столкнулся в этом сегменте рынка с достаточно сильной конкуренцией. В том же 1969 году был представлен несколько более крупный, но дешёвый в производстве и потому предлагавшийся по сравнительно доступной цене Renault 12, а в следующем, 1970, всерьёз заявил о своих претензиях на ту же рыночную нишу и «Citroën», впервые в своей послевоенной истории выпустив модель, промежуточную по престижности между примитивным Citroën 2CV и роскошным Citroën DS — Citroën GS, объединивший практичность семейного хетчбэка с передовыми технологиями «Citroën».
Тем не менее, в последовавший после бензинового кризиса начала 70-х годов период, спрос на бывшие до того в тренде более крупные (и прожорливые) автомобили резко упал, а их покупатели переключились как раз на 304, так что места на этом рынке хватило всем. Peugeot 304 без особых изменений выпускался до 1980 года, пользуясь на протяжении всего этого времени устойчивым спросом, а его платформа прослужила ещё долгие годы как база для более совершенных моделей — общий выпуск составил 1 178 425 экземпляров. В особенности популярен этот автомобиль был у таксомоторных компаний и полицейских. Широко автомобиль предлагался и на экспорт, в частности, в Египте он до сих пор принадлежит к одним из наиболее распространённых моделей в такси.
- Универсал.
- Кабриолет.
- Салон кабриолета.
- Хетчбэк (фирменное название — «купе»).

| Peugeot 304 | 4-дверный седан | 5-дверный универсал | 3-дверный хетчбэк (купе) | 2-дверный кабриолет | 3-дверный fourgonette (фургон) |
| --- | --- | --- | --- | --- | --- |
| Годы выпуска: | Сен 1969 — Июл 1979 (849,103) | Сен 1970 — Май 1980 (216,183) | Мар 1970 — Июл 1975 (60,186) | Мар 1970 — Июл 1975 (18,647) | Сен 1976 — Май 1980 (34,304) |
| | | | | | |
| Двигатель: | Четырехтактный четырехцилиндровый с одним распредвалом в головке (SOHC), установлен поперечно. Алюминиевый блок цилиндров со сменными мокрыми гильзами.                                                     | Четырехтактный четырехцилиндровый с одним распредвалом в головке (SOHC), установлен поперечно. Алюминиевый блок цилиндров со сменными мокрыми гильзами.                                                     | Четырехтактный четырехцилиндровый с одним распредвалом в головке (SOHC), установлен поперечно. Алюминиевый блок цилиндров со сменными мокрыми гильзами.                                                     | Четырехтактный четырехцилиндровый с одним распредвалом в головке (SOHC), установлен поперечно. Алюминиевый блок цилиндров со сменными мокрыми гильзами.                                                     | Четырехтактный четырехцилиндровый с одним распредвалом в головке (SOHC), установлен поперечно. Алюминиевый блок цилиндров со сменными мокрыми гильзами.                                                     |
| Рабочий объем: (бензиновые двигатели) | 1288 см³ (1969—1975) 1290 см³ (1975—1979) | 1288 см³ (1970—1975) 1127 см³ (1976—1980) 1290 см³ (1975—1980) | 1288 см³ | 1288 см³ | 1127 см³ (1976—1980) 1290 см³ (1976—1980) |
| Рабочий объем: (дизельные двигатели) | 1357 см³ (1976—1979) | 1357 см³ (1976—1980) 1548 см³ (1979—1980) | | | 1357 см³ (1976—1980) 1548 см³ (1979—1980) |
| | | | | | |
| Макс. мощность (бензиновые двигатели) С учетом того, что в старых источниках могли указываться завышенные значения мощности, измеренные по версии SAE. | 65 л.с. (48 кВ) (1969—1975) 75 л.с. (55 кВ) (1972—1978) 65 л.с. (48 кВ) (1975—1979) | 65 л.с. (48 кВ) (1970—1975) 59 л.с. (43 кВ) (1976—1980) 65 л.с. (48 кВ) (1975—1980) | 65 л.с. (48 кВ) (1970—1973) 75 л.с. (55 кВ) (1972—1975) | 65 л.с. (48 кВ) (1970—1973) 75 л.с. (55 кВ) (1972—1975) | 59 л.с. (43 кВ) (1976—1980) 65 л.с. (48 кВ) (1976—1980) |
| Макс. мощность (дизельные двигатели) : С той же оговоркой.                                                                                             | 45 л.с. (33 кВ) (1976—1979) | 45 л.с. (33 кВ) (1976—1980) 47 л.с. (35 кВ) (1979—1980) | | | 45 л.с. (33кВ) (1976—1980) 47 л.с. (35 кВ) (1979—1980) |
| | | | | | |
| Макс. крутящий момент (бензиновые двигатели): | 94,2 Н*м (1969—1975) 101 Н*м (1972—1978) 94,2 Н*м (1975—1979) | 94,2 Н*м (1970—1975) 80,4 Н*м (1976—1980) 94,2 Н*м (1975—1980) | 94,2 Н*м (1970—1973) 101 Н*м (1972—1975) | 94,2 Н*м (1970—1973) 101 Н*м (1972—1975) | 80,4 Н*м (1976—1980) 94,2 Н*м (1976—1980) |
| Макс. крутящий момент (дизельные двигатели) | 77 Н*м (1976—1979) | 77 Н*м (1976—1980) 85 Н*м (1979—1980) | | | 77 Н*м (1976—1980) 85 Н*м (1979—1980) |
| | | | | | |
| Трансмиссия: | КПП четырехступенчатая, механическая, с синхронизаторами на всех передачах переднего хода. Имела общий с двигателем картер и смазывалась моторным маслом. Переключатель передач напольный. Привод передний. | КПП четырехступенчатая, механическая, с синхронизаторами на всех передачах переднего хода. Имела общий с двигателем картер и смазывалась моторным маслом. Переключатель передач напольный. Привод передний. | КПП четырехступенчатая, механическая, с синхронизаторами на всех передачах переднего хода. Имела общий с двигателем картер и смазывалась моторным маслом. Переключатель передач напольный. Привод передний. | КПП четырехступенчатая, механическая, с синхронизаторами на всех передачах переднего хода. Имела общий с двигателем картер и смазывалась моторным маслом. Переключатель передач напольный. Привод передний. | КПП четырехступенчатая, механическая, с синхронизаторами на всех передачах переднего хода. Имела общий с двигателем картер и смазывалась моторным маслом. Переключатель передач напольный. Привод передний. |
| Тормоза: | Передние — дисковые; задние — барабанные. Привод гидравлический. Стояночный тормоз на задние колеса с мех. приводом.                                                                                        | Передние — дисковые; задние — барабанные. Привод гидравлический. Стояночный тормоз на задние колеса с мех. приводом.                                                                                        | Передние — дисковые; задние — барабанные. Привод гидравлический. Стояночный тормоз на задние колеса с мех. приводом.                                                                                        | Передние — дисковые; задние — барабанные. Привод гидравлический. Стояночный тормоз на задние колеса с мех. приводом.                                                                                        | Передние — дисковые; задние — барабанные. Привод гидравлический. Стояночный тормоз на задние колеса с мех. приводом.                                                                                        |
| | | | | | |
| (Кузов) | (Седан) | (Универсал) | (Хетчбэк (купе)) | (Кабриолет) | (Фургон) |
| | | | | | |
| Колея передних/ задних колес: | 1320 мм 1290 мм | 1320 мм 1290 мм | 1320 мм 1290 мм | 1320 мм 1290 мм | 1320 мм 1260 мм |
| Колесная база: | 2590 мм | 2590 мм | 2310 мм | 2310 мм | 2590 мм |
| Длина: | 4140 мм | 3990 мм | 3760 мм | 3760 мм | 4010 мм |
| Ширина: | 1570 мм | 1570 мм | 1570 мм | 1570 мм | 1570 мм |
| Высота пустого/: гружённого: | 1410 мм 1350 мм | 1430 мм 1370 мм | 1320 мм 1300 мм | 1330 мм 1300 мм | 1430 мм 1350 мм |